# Ronnie Barker

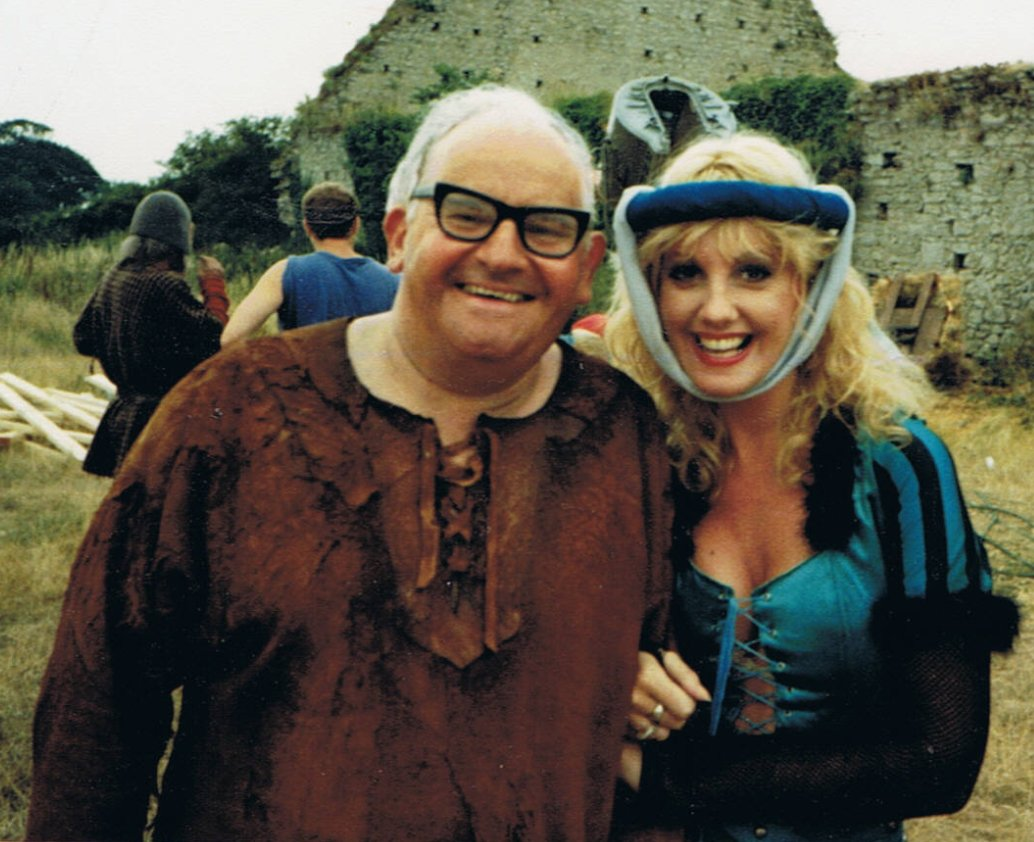
Ronnie Barker med skådespelerskan Susie Silvey vid en inspelning på 1980-talet.

Ronald William George "Ronnie" Barker, född 25 september 1929 i Bedford i  Bedfordshire, död 3 oktober 2005 i Adderbury i Oxfordshire, var en brittisk skådespelare och komiker.
Barker inledde sin skådespelarkarriär som amatör 1948 vid Aylesbury Repertory Company. Han gjorde scendebut i Londons West End 1955.
Tillsammans med Ronnie Corbett var Barker en av The Two Ronnies, vilket även var titeln på en rad populära komedishower under 1970-talet. De gjorde också den i Sverige populära TV-sketchen Badliv (By the Sea). 
Med sin muntra och farbroderliga framtoning var Barker även populär på egen hand, bland annat som kåkfarare i TV-serierna Hem till kåken (Porridge) 1973 - 1977 och uppföljaren Hem från kåken (Going Straight) 1978 , samt som handlaren i Open All Hours (tillsammans med David Jason) 1973 (pilotavsnitt) och sedermera 1976  - 1985.
Förutom sina framträdanden skrev Barker också material för andra radio- och TV-shower. Han gjorde det vanligen under någon pseudonym för att materialet skulle bedömas på egen hand och inte efter hans namn.
Barker avled vid 76 års ålder efter en lång tids hjärtproblem, en vecka och ett dygn efter att han fyllt 76.